# Hypocalymma robustum
Hypocalymma robustum är en myrtenväxtart som först beskrevs av Stephan Ladislaus Endlicher, och fick sitt nu gällande namn av John Lindley. Hypocalymma robustum ingår i släktet Hypocalymma och familjen myrtenväxter. Inga underarter finns listade i Catalogue of Life.

## Bildgalleri

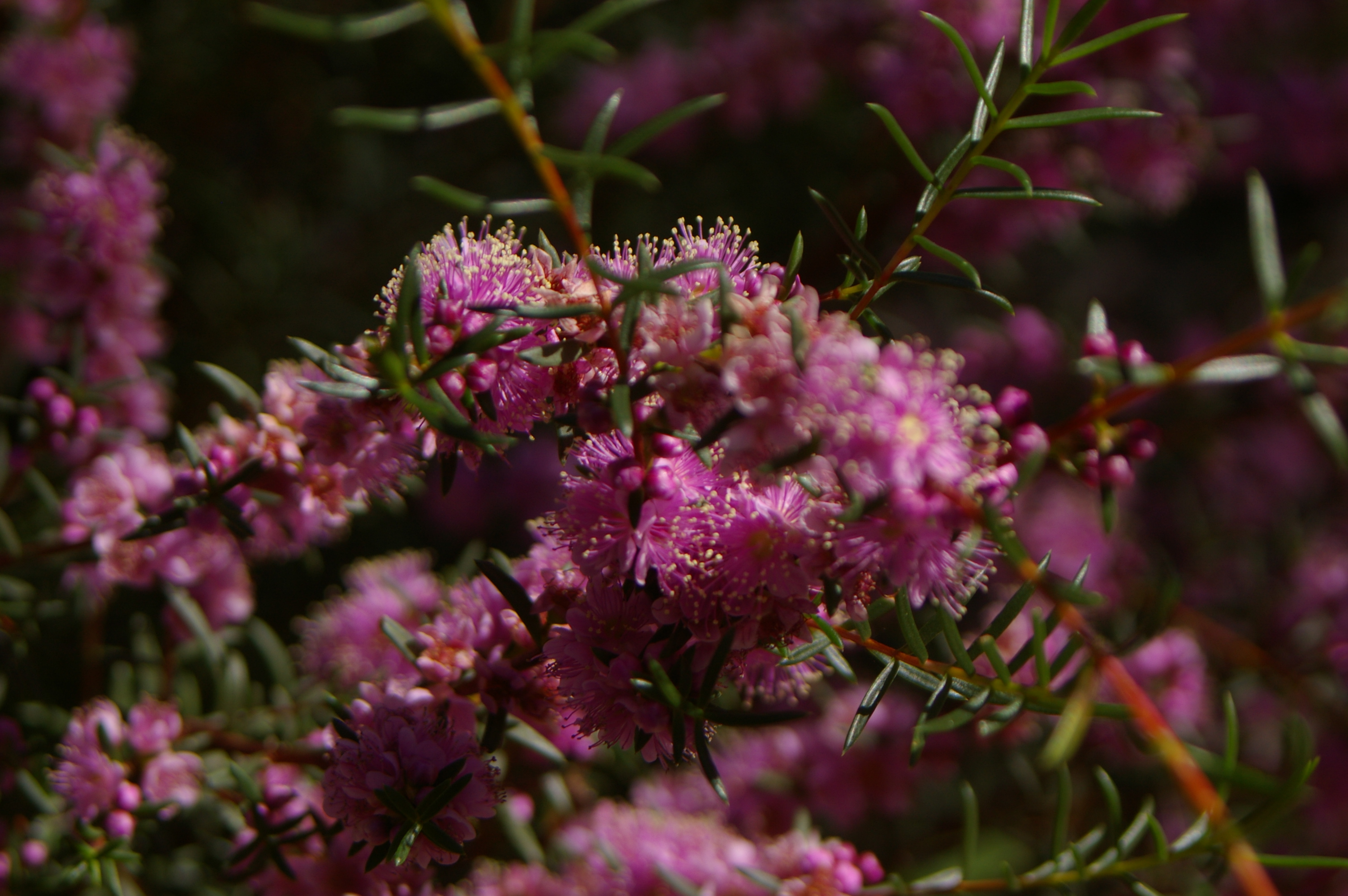
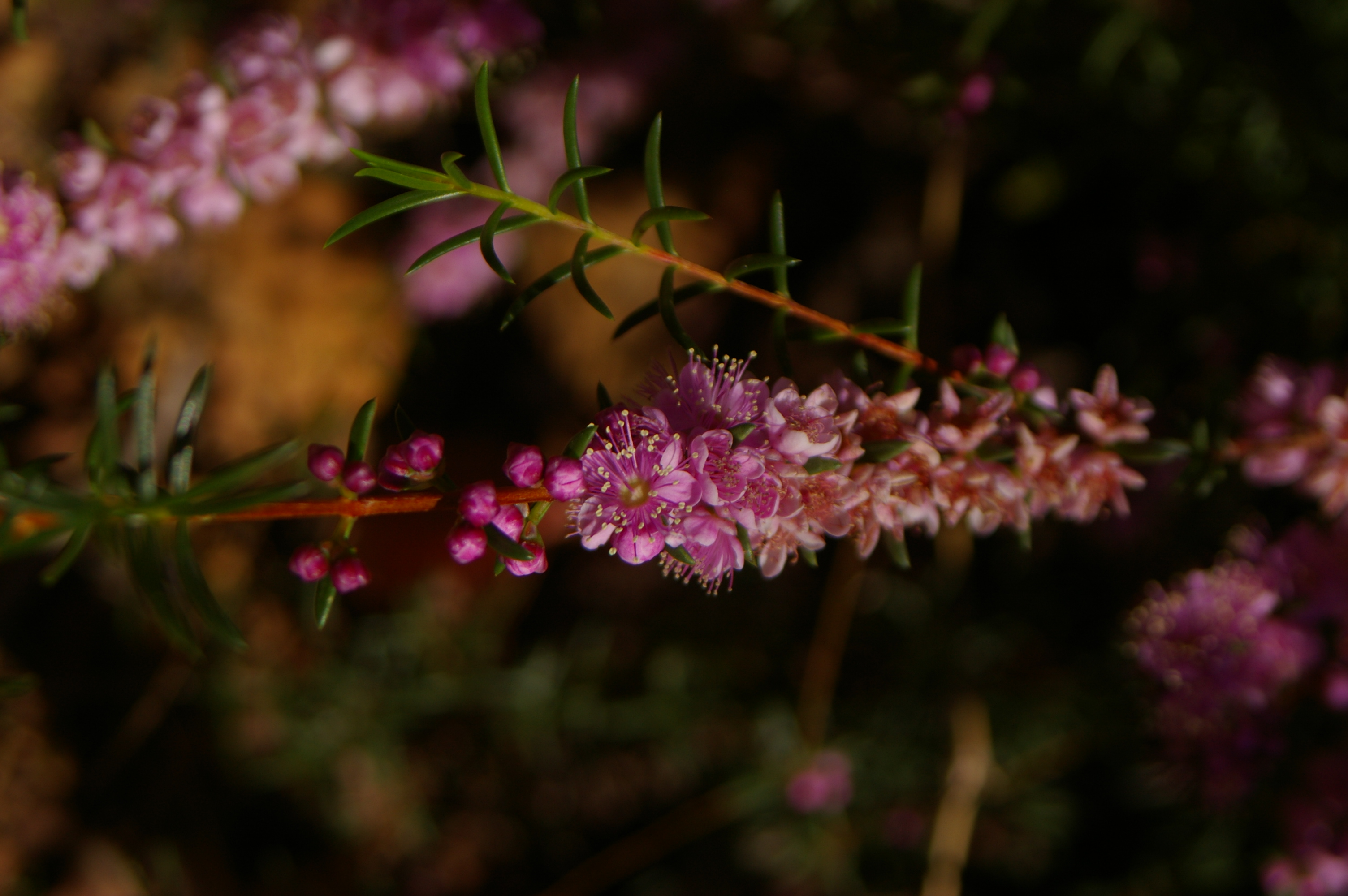
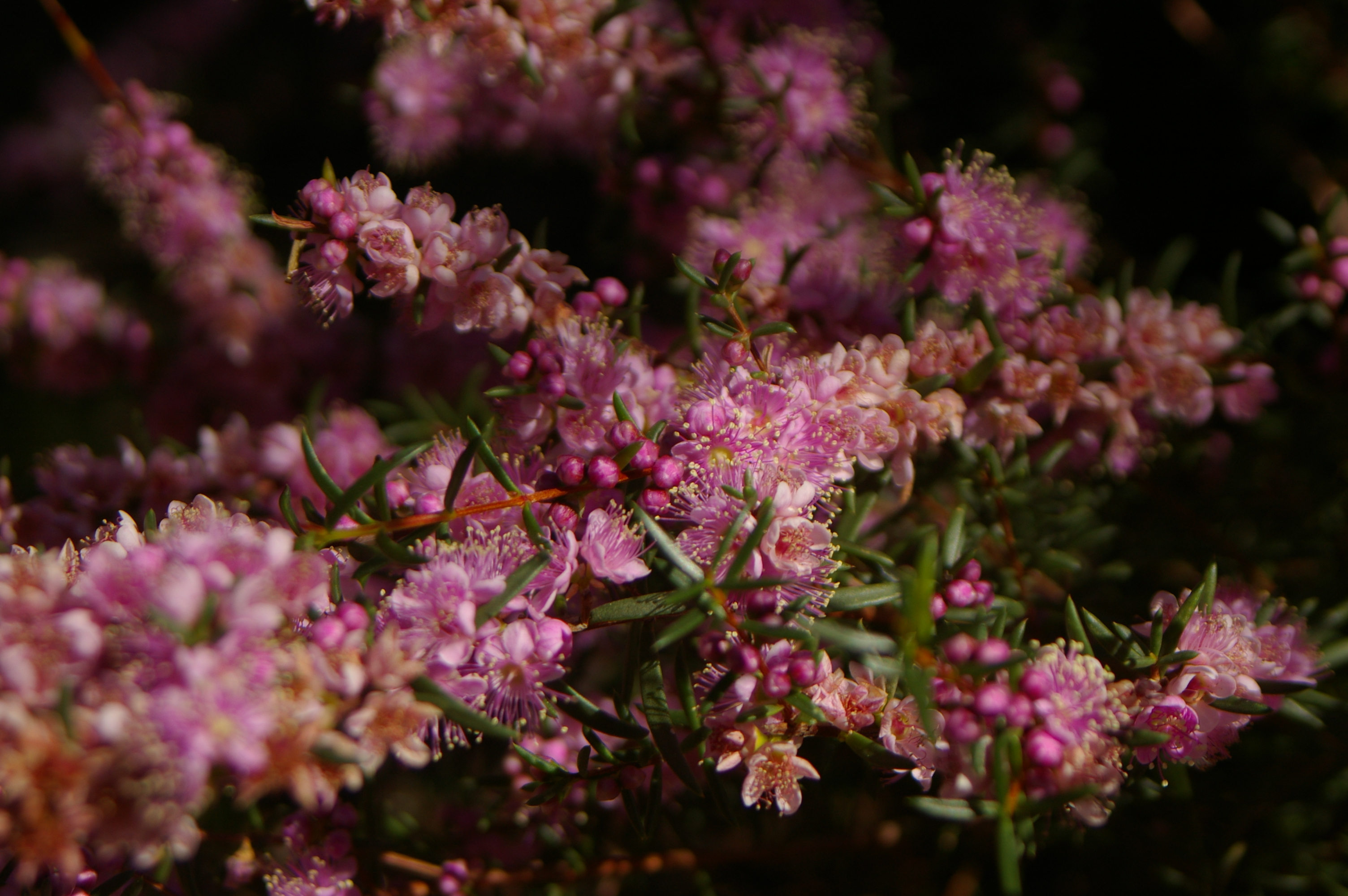
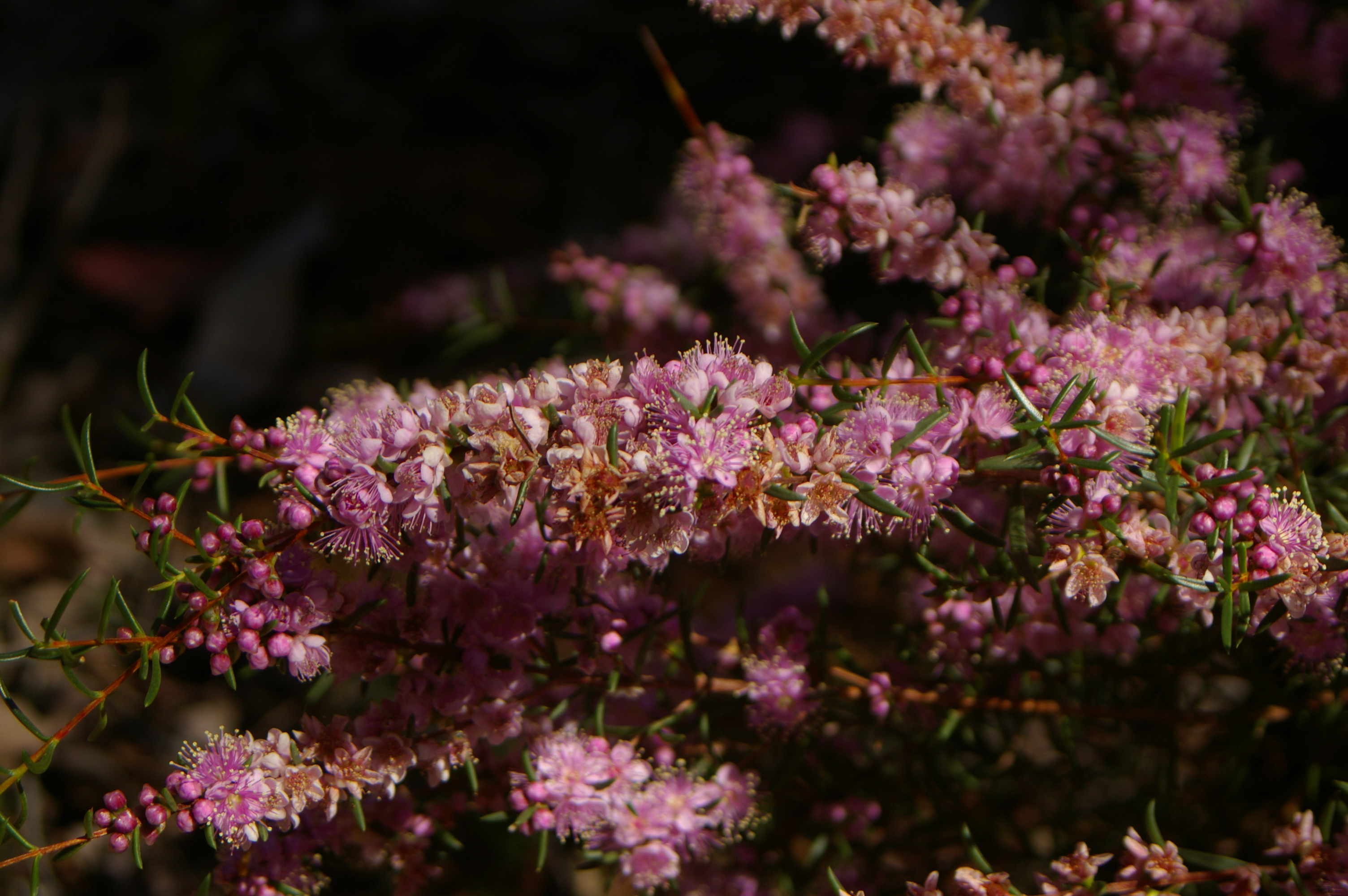
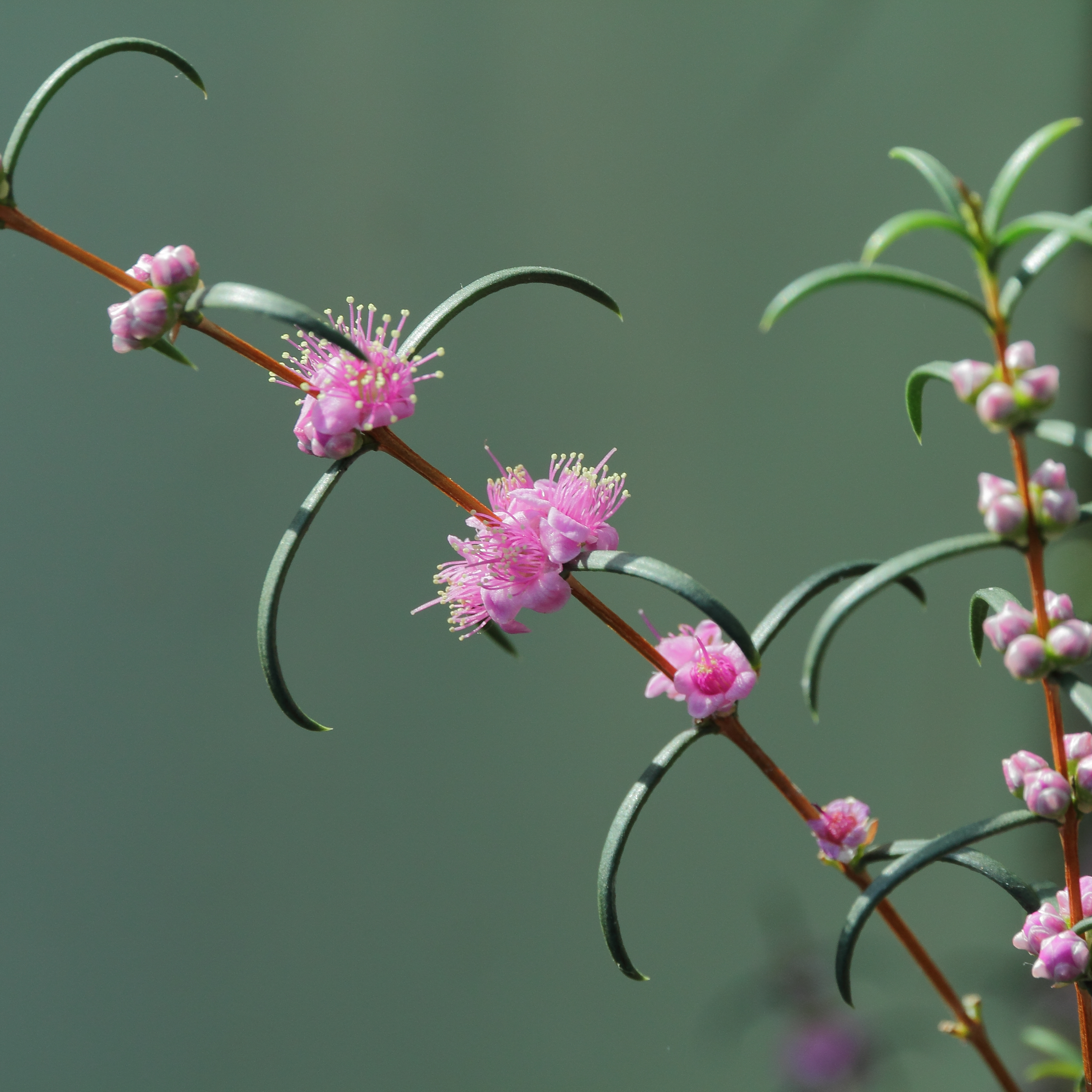